# Gongsheng
Gongsheng (née le 30 juin 1162 et morte le 18 janvier 1233) est une impératrice de la dynastie Song, via son mariage à l'empereur Song Ningzong.